# (5814) 1988 XW1
(5814) 1988 XW1 es un asteroide perteneciente al cinturón de asteroides, región del sistema solar que se encuentra entre las órbitas de Marte y Júpiter, más concretamente a la familia de Eos, descubierto el 11 de diciembre de 1988 por Seiji Ueda y el astrónomo Hiroshi Kaneda desde el Kushiro Marsh Observatory, Hokkaido, Japón.

## Designación y nombre
Designado provisionalmente como 1988 XW1.

## Características orbitales
1988 XW1 está situado a una distancia media del Sol de 3,023 ua, pudiendo alejarse hasta 3,330 ua y acercarse hasta 2,716 ua. Su excentricidad es 0,101 y la inclinación orbital 10,68 grados. Emplea 1920,20 días en completar una órbita alrededor del Sol.

## Características físicas
La magnitud absoluta de 1988 XW1 es 11,8. Tiene 15,914 km de diámetro y su albedo se estima en 0,16. 